# Das Krokodil

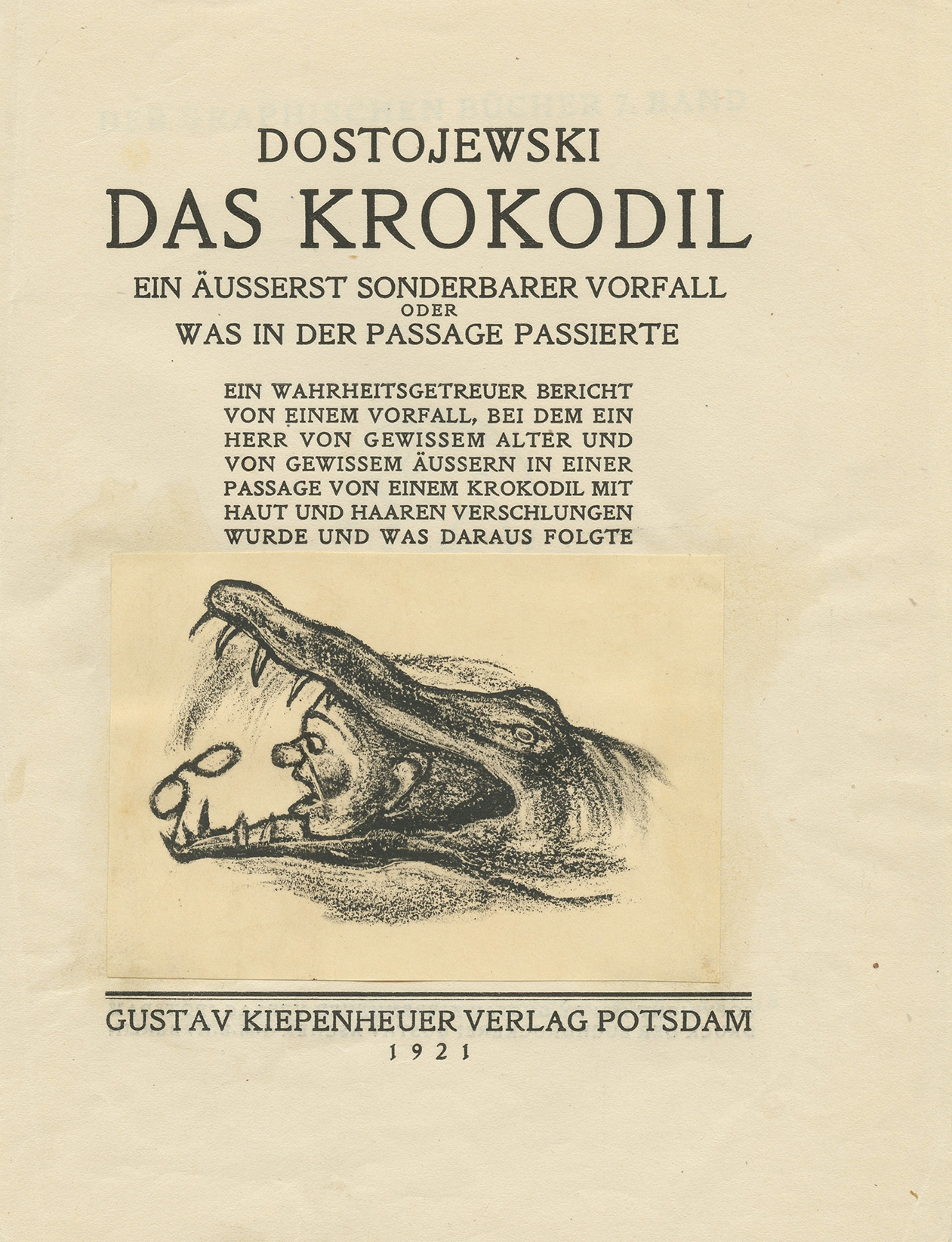
Das Krokodil. Illustrationen von Rachel Szalit-Marcus (1921)

Das Krokodil – Ein ungewöhnliches Ereignis (russisch: Крокодил, Krokodil) ist eine satirische Erzählung von Fjodor Dostojewski. Er persifliert darin das ökonomische Prinzip und den Kapitalismus, in dem der Mensch neben dem Profit nichts mehr gilt. Seitenhiebe verteilte Dostojewski auf die weltfremde russische Administration und auf die starren Gesellschaftsstrukturen. Veröffentlicht wurde die Erzählung in der Zeitschrift Epocha, die Dostojewski gemeinsam mit seinem Bruder Michail herausgab; die erste Folge erschien im Februar 1865. Da Dostojewski bankrott war und Epocha schon im Juni eingestellt wurde, blieb die Erzählung unvollendet.

## Handlung
Ein deutscher Schausteller präsentiert dem Moskauer Publikum seine Sensation: das Riesenkrokodil Karlchen. Der Beamte Iwan Matwejitsch, seine Frau Jelena Iwanowna und ihr Hausfreund Semjon Semjonowitsch sind neugierig, das kuriose Tier zu sehen, und begeben sich an Ort und Stelle. Als Jelena Iwanowna die „Attraktion“ schließlich sieht, ist sie enttäuscht und findet das Tier abscheulich. Außerdem glaubt sie gar nicht, dass es lebt; um sie vom Gegenteil zu überzeugen, neckt der Deutsche es mit einem Stock. Iwan Matwejewitsch wird übermütig und neckt das Krokodil ebenfalls, woraufhin er kurzerhand verschluckt wird. Jelena Iwanowna verlangt, dass das Tier aufgeschlitzt werde, doch der Deutsche und dessen herbeigerufene Mutter drohen sie zu verklagen, falls Karlchen Schaden nimmt. Da dringt aus dem Leib der Kreatur Iwan Matwejitschs Stimme hervor – er hat überlebt. Da er selbst Mittelständler und stolz darauf ist, ergreift er sogleich Partei für die Sache des Deutschen: das wirtschaftliche Prinzip habe Vorrang. Seine Aufgabe als Beamter könne er, da es künftig offenbar so sein müsse, auch im Magen eines Krokodils ausüben.

## Adaptionen
Anton Marti führte Regie in einem jugoslawischen Fernsehfilm Krokodil, der 1960 erstmals ausgestrahlt wurde. Jury Everhartz komponierte nach einer Dramatisierung des Krokodils von Kristine Tornquist die Oper Das Krokodil, die 2004 vom sirene Operntheater uraufgeführt wurde. Frank Castorf adaptierte die Erzählung 2011 für seine Inszenierung von Dostojewskis Der Spieler an der Berliner Volksbühne.

## Ausgaben (Auswahl)
- Das Krokodil. Übersetzung von Edith Ziegler, Illustrationen von Rachel Szalit-Marcus. Kiepenheuer, Potsdam 1921.
- Das Krokodil. In: Der Spieler. Späte Romane und Novellen. Übertragen von E. K. Rahsin. Piper, München 1991, ISBN 978-3-492-10408-1.
- Das Krokodil. Eine außerordentliche Begebenheit oder eine Passage in der Passage. Aus dem Russischen von Werner Creutziger. Steidl, Göttingen 1997, ISBN 978-3-88243-465-1.
- Das Krokodil. Erzählungen. Aus dem Russischen übersetzt von Christiane Pöhlmann. Nachwort von Eckhard Henscheid. Manesse, Zürich 2015, ISBN 978-3-7175-2362-8.

Audio-Buch
- Das Krokodil. Ein ungewöhnliches Ereignis. Gelesen von Dieter Hildebrandt. 2 Audio-CDs. Litraton, Hamburg 2003, ISBN 978-3-89469-592-7.